# Silva Semadeni
Pour les articles homonymes, voir Semadeni.
Silva Anita Semadeni Bruderer, née le 8 février 1952 à Bâle (originaire de Poschiavo), est une personnalité politique suisse, membre du parti socialiste. Elle est députée du canton des Grisons au Conseil national de 2011 à 2019.

## Biographie
Silva Anita Semadeni grandit à Poschiavo.
Elle étudie l'histoire, le folklore et la littérature italienne aux universités de Zurich, Florence et Berlin et obtient sa licence en 1981.
Elle exerce la profession d'enseignante au gymnase.
Elle est mariée à Ruedi Bruderer. Ils habitent Coire, dans le quartier d'Araschgen.

## Parcours politique
Elle siège au Conseil communal de Coire de 1994 à 1996.
De 1995 à 1999, elle siège au Conseil d’État du canton des Grisons et au Conseil national, où elle est réélue en 2011 puis en 2015. Elle s'engage en particulier en faveur de la nature, l'environnement, l'énergie et la culture. 

## Autres mandats
Elle est depuis 2002 présidente de Pro Natura et de 2000 à 2008 au conseil de fondation de Pro Helvetia. Silva Semadini a été membre des commissions du Parc national suisse et du fonds suisse pour le paysage.